# Netlog
O Netlog (antes chamado de Facebox) foi uma rede social de namoro de pessoas do mesmo gênero sexual, e que por motivos de privacidade referiam se a consumação do acto, como parcerias, esta empresa tem sede na Europa. Apesar de o site, ainda ser em português europeu, ganhou sucesso em sua versão. Em um mês conseguiu centenas de milhares de pessoas filiadas e cresce muito, como se pode ver em sua página inicial, que tem o número de membros sempre atualizado, sendo a maioria dos filiados gente de Brasil. 
O Netlog possui facilidades em sua utilização, e além disso, permite menores de 18 anos em sua rede. Atualmente uniu forças com a Twoo.

## História
Sua primeira versão apareceu, em inglês e francês, em 1999 criado por Toon Coppens e produzida pela empresa Incrowod BVBA. Voltado inicialmente a seu país de origem, a Bélgica, a Netlog, que antes se chamava Facebox, e bem antes Redbox se espalhou para outros países europeus, cada qual com seu idioma próprio. Em português ela foi lançada em Setembro de 2006, primeiramente voltado aos habitantes de Portugal. E em Fevereiro de 2007, Facebox torna-se Netlog e com muitas outras novidades.

## Recursos

### Perfil
Cada usuário tem o seu perfil. Lá estão as informações pessoais de cada utilizador da Netlog. No perfil esta inserido também um blog.

### Amigos
Cada usuário tem os seus amigos, pode saber se eles estão online ou não, pode falar com ele, mandando mensagens. Os amigos conseguem-se através de convites (dentro do Facebox e não convites por e-mail).

### Interface do utilizador
Cada utilizador pode fazer uma multiplicidade de coisas. Pode escrever mensagens de blog, e notificado se uma imagem sua tem um comentário, o livro de visitas é assinado. Pode também fazer de uploads de imagens para o seu perfil. Tem no site em si, um recurso para busca de video e skins personalizados.